# Guzera (distrikt)
Guzera (persiska: گذره), även kallat Nizam-e Shahid (نظام شهید), är ett distrikt i Afghanistan. Det ligger i provinsen Herat, i den västra delen av landet, 700 kilometer väster om huvudstaden Kabul. Administrativ huvudort är Guzera.
Distriktet beräknades år 2022 ha cirka 172 000 invånare.